# Pikmin 4
Pikmin 4 (ピクミン4?, Pikumin 4) è un videogioco strategico in tempo reale pubblicato nel 2023 per Nintendo Switch, sebbene fosse già stato descritto da Shigeru Miyamoto come "molto vicino al completamento" dal 2015. 
È il primo gioco nella serie a permettere la personalizzazione del personaggio giocabile.

## Trama
Durante una delle sue spedizioni, Olimar precipita su PNF-404, dove riesce a mandare un segnale di SOS. Per salvare l'ormai famoso esploratore, viene inviata una squadra di soccorso, che si schianta anch'essa, disperdendo i vari membri dell'equipaggio e danneggiando buona parte dell'equipaggiamento. Lo scopo del protagonista è quello di riunire il suo team, indagare il misterioso pianeta e le creature che lo abitano, e salvare vari naufraghi simili a loro, che hanno misteriosamente assunto un aspetto da foglia e che respirano l'aria tossica del pianeta senza problemi.

## Nuovi Pikmin e alleati

### Pikmin gelati
D'aspetto un incrocio fra Pikmin roccia e Pikmin viola, sono fatti di ghiaccio. Se lanciati in gran quantità, congelano qualsiasi cosa toccano. Particolarmente sensibili ai nemici di fuoco.

### Pikmin iridescenti
Pikmin simili a fantasmi, che appaiono solo nelle spedizioni notturne, dove saranno gli unici disponibili. Nascono dalle luminotane, dove ritornano se vengono contrastati dai nemici, e si possono trasformare in palle di luce per stordire gli insetti. Possono essere usati anche all'interno delle cave grazie ai semi iridescenti.

### Occin
Occin è un cane che accompagnerà il personaggio giocabile per tutta l'avventura. Può essere controllato dal personaggio o dal giocatore, e ha le stesse abilità dei Pikmin, ad esempio scavare, rompere oggetti, o tirare via vari elementi, che potranno essere potenziati al campo base. Ha una propria barra della vita. Permette al giocatore, per la prima volta nella serie, di saltare.

## Modalità di gioco
Dopo un esteso tutorial, lo scopo del giocatore sarà di comandare i vari gruppi Pikmin, di cui tutte le specie saranno man mano sbloccabili, per trovare risorse e tesori in modo da poter completare le missioni di soccorso. Il gioco è suddiviso in giorni in cui, inizialmente, si potrà lavorare solamente durante il dì. Tuttavia, saranno anche presenti varie missioni secondarie, come sconfiggere mostri, aggiornare l'enciclopedia (chiamata Piklopedia), e soprattutto salvare i vari naufraghi trovandoli in cave e/o superando battaglie e sfide Dandori, sfide a tempo in cui sarà necessario raggiungere un certo punteggio per convincere il naufrago a seguire il protagonista. Il supporto di Occin nella ricerca sarà fondamentale, in quanto unico compagno della squadra a lasciare il campo base oltre il giocatore: può fungere da secondo capitano di Pikmin, replicando la dinamica di Pikmin 2 ripresa anche in Pikmin 3. Il secondo giocatore non potrà però prendere controllo di Occin nella storia, limitandosi a poter lanciare ciottoli.
Sempre come nel secondo capitolo della serie, saranno presenti molte cave, dungeon in cui il tempo scorrerà lentamente, e sarà possibile trovare tesori rari, mostri potenti da sconfiggere e naufraghi da salvare.
Novità fondamentale è il campo base, dove non solo si potrà controllare l'avanzamento dell'esplorazione e parlare con gli altri NPC prima di partire, ma anche comprare oggetti e upgrade per rendere più facili le missioni. Da lì sarà anche possibile sbloccare le missioni notturne, in cui il gioco assume un gameplay più simile a quello dei tower defense.

## Sviluppo
Lo sviluppo di Pikmin 4 è rimasto per molto tempo avvolto nel mistero.
Il 7 settembre del 2015, è stato confermato a Eurogamer dal direttore del gioco che era molto vicino al completamento, mentre un anno dopo è stato confermato a Game Rant che era ancora in sviluppo. Nel 2017, sempre a Eurogamer, Shigeru Miyamoto ha confermato che il gioco stava procedendo. Fino all'annuncio nel Nintendo Direct del 13 settembre 2022, non sono state confermate altre notizie sulla serie.
La demo del gioco, i cui salvataggi sono trasferibili nel gioco principale, è uscita il 29 giugno 2023.

## Accoglienza
Pikmin 4 è stato generalmente ben accolto dalla critica, con delle recensioni "generalmente positive" secondo Metacritic. 
Cristina Bona di Everyeye.it ha lodato la grafica del gioco, il mondo "adorabile" e i design dei vari livelli, mentre Alessandro Bacchetta di Multiplayer.it ha notato soprattutto l'aumentata accessibilità per i nuovi giocatori, elemento soprattutto favorito dalla presenza di Occin.

### Vendite
Alla sua uscita in Giappone, Pikmin 4 si è piazzato prima nella classifica dei giochi più venduti secondo Famitsū, nonché nel Regno Unito e altrove.
Al 23 luglio 2023, è diventato il gioco più venduto della serie, superando i precedenti numeri record di Pikmin 3 Deluxe.
A fine ottobre 2023, il gioco aveva venduto 2,5 milioni di copie in tutto il mondo.

### Premi
- 2023 – The Game Awards
  - Candidatura come "Miglior gioco per famiglie"[16][17]
  - Vincitore per "Miglior gioco di simulazione o strategia"[18][17]